# Phú Mỹ, Tân Phước
Phú Mỹ là một xã thuộc huyện Tân Phước, tỉnh Tiền Giang, Việt Nam.

## Địa lý
Địa giới hành chính xã Phú Mỹ:
- Phía Đông giáp tỉnh Long An
- Phía Tây giáp xã Hưng Thạnh
- phía Nam giáp xã Tân Hòa Thành
- Phía Bắc giáp xã Tân Hòa Đông, huyện Tân Phước, tỉnh Tiền Giang và tỉnh Long An.

Xã Phú Mỹ có 13,40 km²
(1,340.10 hécta) diện tích tự nhiên và dân số năm 2013 là 7.862 người.

## Lịch sử
Nghị định 68-CP ngày 11 tháng 7 năm 1994 về việc thành lập xã Phú Mỹ thuộc huyện Tân Phước thuộc tỉnh Tiền Giang.